# Siphlophis
Siphlophis — рід змій родини полозових (Colubridae). Представники цього роду мешкають в Центральній і Південній Америці.

## Види
Рід Siphlophis нараховує 7 видів:
- Siphlophis ayauma Sheehy, Yánez-Muñoz, Valencia & E.N. Smith, 2014
- Siphlophis cervinus (Laurenti, 1768)
- Siphlophis compressus (Daudin, 1803)
- Siphlophis leucocephalus (Günther, 1863)
- Siphlophis longicaudatus (Andersson, 1901)
- Siphlophis pulcher (Raddi, 1820)
- Siphlophis worontzowi (Prado, 1940)

## Етимологія
Наукова назва роду Siphlophis походить від сполучення слів дав.-гр. σιφλος — скалічений і οφις — змія.